# Суркіно
Су́ркіно (рос. Суркино) — село складі Наровчатського району Пензенської області, Росія.
Населення — 183 особи (2010; 218 у 2002).
Національний склад станом на 2002 рік:
- росіяни — 95 %